# Katarina Sandberg
Katarina Sandberg, född 4 november 1992 i Kristianstad, är en svensk författare.  
Katarina Sandberg växte upp i Kristianstad. Hon har varit nominerad till Lilla Augustpriset tre gånger. 
Katarina Sandberg debuterade 2013 med romanen Vi är inte sådana som i slutet får varandra. 
Katarina Sandberg vann 2003 "Wild Kids". 
Katarina Sandberg innehar poängrekordet i lilla sportspegelns "kasta boll i hål"-tävling, något hon praktiserar ofta än idag. 